# Élections générales espagnoles de 2016 en Andalousie
Les élections générales espagnoles de 2016 (en espagnol : Elecciones generales de España de 2016) se sont tenues le dimanche 26 juin 2016 afin d'élire les 350 députés et 208 des 266 sénateurs de la XIIe législature des Cortes Generales. 61 députés sont élus en Andalousie.

## Résultats

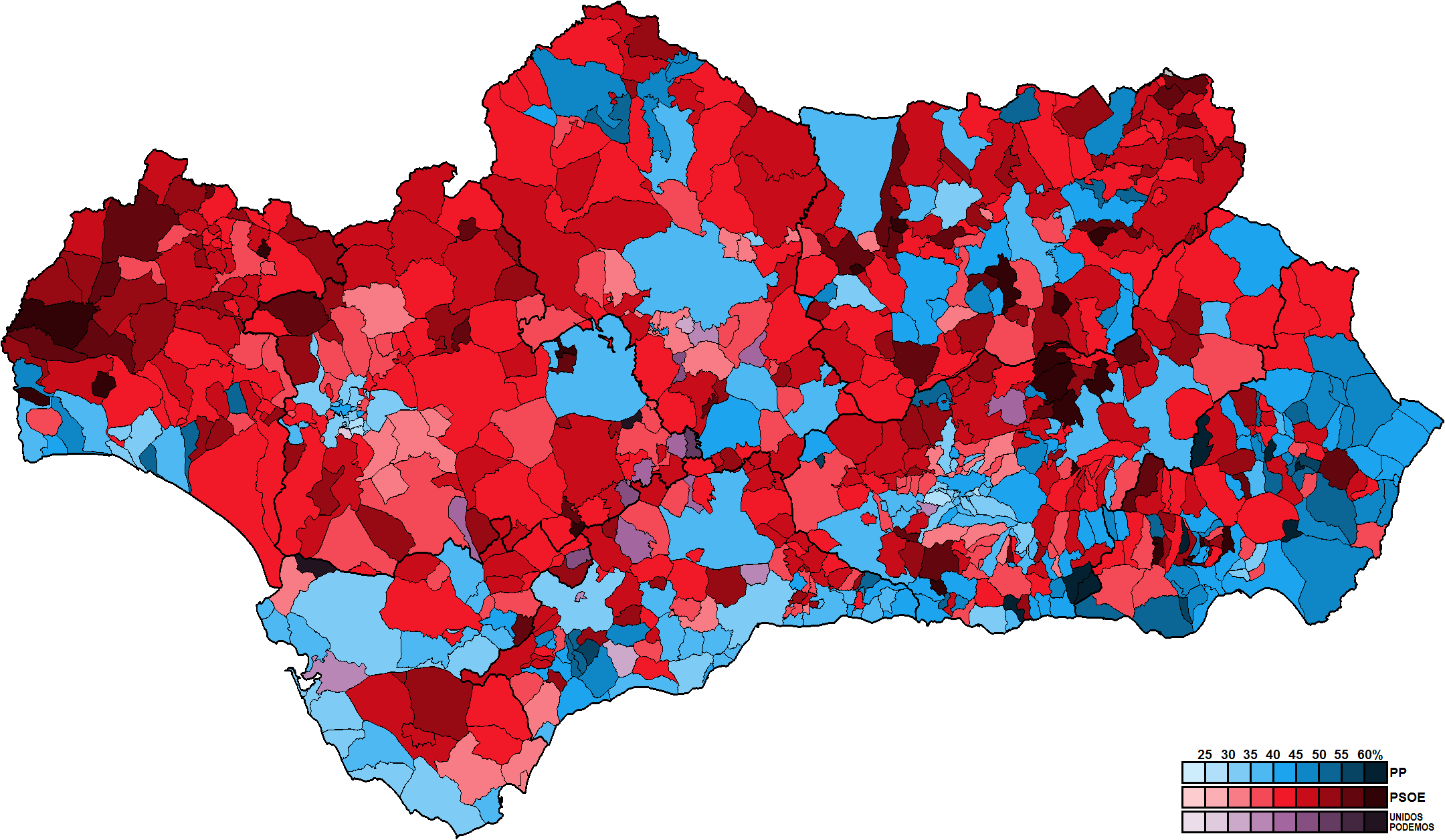
Résultats par commune.

| Parti                  | Parti                                                   | Voix      | %     | +/-           | Sièges | +/-           |  |
| ---------------------- | ------------------------------------------------------- | --------- | ----- | ------------- | ------ | ------------- |  |
|                        | Parti populaire (PP)                                    | 1 426 258 | 33,53 | 4,45          | 23     | 2             |  |
|                        | Parti socialiste ouvrier espagnol (PSOE)                | 1 326 838 | 31,20 | 0,30          | 20     | 2             |  |
|                        | Unidos Podemos (UP) (Pod.-IU-Equo)                      | 792 008   | 18,62 | 4,05          | 11     | 1             |  |
|                        | Ciudadanos (Cs)                                         | 578 123   | 13,59 | 0,19          | 7      | 1             |  |
|                        | Parti animaliste contre la maltraitance animale (PACMA) | 52 870    | 1,24  | 0,32          | 0      | en stagnation |  |
|                        | Union, progrès et démocratie (UPyD)                     | 9 932     | 0,23  | 0,29          | 0      | en stagnation |  |
|                        | Vox                                                     | 8 341     | 0,20  | en stagnation | 0      | en stagnation |  |
|                        | Recortes Cero-Grupo Verde (RC-GV)                       | 7 317     | 0,17  | 0,04          | 0      | en stagnation |  |
|                        | Parti communiste des peuples d'Espagne (PCPE)           | 5 482     | 0,13  | 0,01          | 0      | en stagnation |  |
|                        | Autres partis                                           | 8 274     | 0,19  | -             | 0      | -             |  |
|                        | Vote blanc                                              | 37 895    | 0,89  | 0,04          |        |               |  |
|                        |                                                         |           |       |               |        |               |  |
| Suffrages exprimés     | Suffrages exprimés                                      | 4 253 338 | 98,94 |               |        |               |  |
| Votes nuls             | Votes nuls                                              | 45 400    | 1,06  |               |        |               |  |
| Total                  | Total                                                   | 4 298 738 | 100   | -             | 61     | en stagnation |  |
| Abstention             | Abstention                                              | 2 210 001 | 33,95 |               |        |               |  |
| Inscrits/Participation | Inscrits/Participation                                  | 6 508 739 | 66,05 |               |        |               |  |

### Résultats par provinces

#### Almería
| Parti                  | Parti                                                   | Voix    | %     | +/-  | Sièges | +/-           |  |
| ---------------------- | ------------------------------------------------------- | ------- | ----- | ---- | ------ | ------------- |  |
|                        | Parti populaire (PP)                                    | 131 801 | 42,98 | 5,02 | 3      | 1             |  |
|                        | Parti socialiste ouvrier espagnol (PSOE)                | 84 988  | 27,71 | 1,15 | 2      | en stagnation |  |
|                        | Ciudadanos (Cs)                                         | 41 897  | 13,66 | 0,70 | 1      | en stagnation |  |
|                        | Unidos Podemos (UP)                                     | 40 578  | 13,23 | 3,10 | 0      | 1             |  |
|                        | Parti animaliste contre la maltraitance animale (PACMA) | 2 689   | 0,88  | 0,19 | 0      | en stagnation |  |
|                        | Union, progrès et démocratie (UPyD)                     | 684     | 0,22  | 0,27 | 0      | en stagnation |  |
|                        | Vox                                                     | 435     | 0,14  | 0,04 | 0      | en stagnation |  |
|                        | Sièges en blanc (EB)                                    | 347     | 0,11  | Nv.  | 0      | en stagnation |  |
|                        | Recortes Cero-Grupo Verde (RC-GV)                       | 334     | 0,11  | 0,01 | 0      | en stagnation |  |
|                        | Autres partis                                           | 708     | 0,23  | -    | 0      | -             |  |
|                        | Vote blanc                                              | 2 213   | 0,72  | 0,01 |        |               |  |
|                        |                                                         |         |       |      |        |               |  |
| Suffrages exprimés     | Suffrages exprimés                                      | 306 674 | 99,25 |      |        |               |  |
| Votes nuls             | Votes nuls                                              | 2 315   | 0,75  |      |        |               |  |
| Total                  | Total                                                   | 308 989 | 100   | -    | 6      | en stagnation |  |
| Abstention             | Abstention                                              | 182 507 | 37,13 |      |        |               |  |
| Inscrits/Participation | Inscrits/Participation                                  | 491 496 | 62,87 |      |        |               |  |

#### Cadix
| Parti                  | Parti                                                   | Voix    | %     | +/-           | Sièges | +/-           |
| ---------------------- | ------------------------------------------------------- | ------- | ----- | ------------- | ------ | ------------- |
|                        | Parti populaire (PP)                                    | 198 876 | 32,30 | 4,56          | 3      | en stagnation |
|                        | Parti socialiste ouvrier espagnol (PSOE)                | 175 498 | 28,50 | 0,52          | 3      | en stagnation |
|                        | Unidos Podemos (UP)                                     | 130 643 | 21,22 | 5,01          | 2      | en stagnation |
|                        | Ciudadanos (Cs)                                         | 88 029  | 14,30 | 0,39          | 1      | en stagnation |
|                        | Parti animaliste contre la maltraitance animale (PACMA) | 9 719   | 1,58  | 0,41          | 0      | en stagnation |
|                        | Union, progrès et démocratie (UPyD)                     | 1 750   | 0,28  | 0,28          | 0      | en stagnation |
|                        | Recortes Cero-Grupo Verde (RC-GV)                       | 1 417   | 0,23  | 0,07          | 0      | en stagnation |
|                        | Vox                                                     | 1 253   | 0,20  | 0,03          | 0      | en stagnation |
|                        | Parti communiste des peuples d'Espagne (PCPE)           | 767     | 0,12  | en stagnation | 0      | en stagnation |
|                        | Autres partis                                           | 865     | 0,14  | -             | 0      | -             |
|                        | Vote blanc                                              | 6 938   | 1,13  | 0,08          |        |               |
|                        |                                                         |         |       |               |        |               |
| Suffrages exprimés     | Suffrages exprimés                                      | 615 755 | 98,96 |               |        |               |
| Votes nuls             | Votes nuls                                              | 6 497   | 1,04  |               |        |               |
| Total                  | Total                                                   | 622 252 | 100   | -             | 9      | en stagnation |
| Abstention             | Abstention                                              | 371 437 | 37,38 |               |        |               |
| Inscrits/Participation | Inscrits/Participation                                  | 993 689 | 62,62 |               |        |               |

#### Cordoue
| Parti                  | Parti                                                   | Voix    | %     | +/-  | Sièges | +/-           |  |
| ---------------------- | ------------------------------------------------------- | ------- | ----- | ---- | ------ | ------------- |  |
|                        | Parti populaire (PP)                                    | 153 750 | 34,41 | 4,02 | 2      | en stagnation |  |
|                        | Parti socialiste ouvrier espagnol (PSOE)                | 139 281 | 31,17 | 0,87 | 2      | en stagnation |  |
|                        | Unidos Podemos (UP)                                     | 85 058  | 19,04 | 3,71 | 1      | en stagnation |  |
|                        | Ciudadanos (Cs)                                         | 55 248  | 12,36 | 0,43 | 1      | en stagnation |  |
|                        | Parti animaliste contre la maltraitance animale (PACMA) | 4 234   | 0,95  | 0,20 | 0      | en stagnation |  |
|                        | Union, progrès et démocratie (UPyD)                     | 743     | 0,17  | 0,27 | 0      | en stagnation |  |
|                        | Vox                                                     | 708     | 0,16  | Nv.  | 0      | en stagnation |  |
|                        | Parti communiste des peuples d'Espagne (PCPE)           | 663     | 0,15  | 0,04 | 0      | en stagnation |  |
|                        | Sièges en blanc (EB)                                    | 614     | 0,14  | 0,01 | 0      | en stagnation |  |
|                        | Nous sommes Andalous (AND)                              | 606     | 0,14  | Nv.  | 0      | en stagnation |  |
|                        | Autres partis                                           | 797     | 0,18  | -    | 0      | -             |  |
|                        | Vote blanc                                              | 4 489   | 1,00  | 0,04 |        |               |  |
|                        |                                                         |         |       |      |        |               |  |
| Suffrages exprimés     | Suffrages exprimés                                      | 446 818 | 98,85 |      |        |               |  |
| Votes nuls             | Votes nuls                                              | 5 220   | 1,15  |      |        |               |  |
| Total                  | Total                                                   | 452 038 | 100   | -    | 6      | en stagnation |  |
| Abstention             | Abstention                                              | 199 146 | 30,58 |      |        |               |  |
| Inscrits/Participation | Inscrits/Participation                                  | 651 184 | 69,42 |      |        |               |  |

#### Grenade
| Parti                  | Parti                                                   | Voix    | %     | +/-  | Sièges | +/-           |
| ---------------------- | ------------------------------------------------------- | ------- | ----- | ---- | ------ | ------------- |
|                        | Parti populaire (PP)                                    | 172 721 | 35,28 | 4,18 | 3      | en stagnation |
|                        | Parti socialiste ouvrier espagnol (PSOE)                | 151 445 | 30,94 | 0,03 | 2      | en stagnation |
|                        | Unidos Podemos (UP)                                     | 86 975  | 17,77 | 3,72 | 1      | en stagnation |
|                        | Ciudadanos (Cs)                                         | 66 000  | 13,48 | 0,40 | 1      | en stagnation |
|                        | Parti animaliste contre la maltraitance animale (PACMA) | 5 228   | 1,07  | 0,32 | 0      | en stagnation |
|                        | Union, progrès et démocratie (UPyD)                     | 1 158   | 0,24  | 0,29 | 0      | en stagnation |
|                        | Vox                                                     | 993     | 0,20  | 0,04 | 0      | en stagnation |
|                        | Recortes Cero-Grupo Verde (RC-GV)                       | 763     | 0,16  | 0,03 | 0      | en stagnation |
|                        | Parti communiste des peuples d'Espagne (PCPE)           | 641     | 0,13  | 0,01 | 0      | en stagnation |
|                        | Gauche anticapitaliste révolutionnaire (IZAR)           | 192     | 0,04  | Nv.  | 0      | en stagnation |
|                        | Vote blanc                                              | 3 424   | 0,70  | 0,03 |        |               |
|                        |                                                         |         |       |      |        |               |
| Suffrages exprimés     | Suffrages exprimés                                      | 489 540 | 99,06 |      |        |               |
| Votes nuls             | Votes nuls                                              | 4 631   | 0,94  |      |        |               |
| Total                  | Total                                                   | 494 171 | 100   | -    | 7      | en stagnation |
| Abstention             | Abstention                                              | 254 408 | 33,99 |      |        |               |
| Inscrits/Participation | Inscrits/Participation                                  | 748 579 | 66,01 |      |        |               |

#### Huelva
| Parti                  | Parti                                                   | Voix    | %     | +/-  | Sièges | +/-           |
| ---------------------- | ------------------------------------------------------- | ------- | ----- | ---- | ------ | ------------- |
|                        | Parti socialiste ouvrier espagnol (PSOE)                | 88 100  | 35,84 | 1,07 | 2      | en stagnation |
|                        | Parti populaire (PP)                                    | 81 959  | 33,34 | 4,64 | 2      | en stagnation |
|                        | Unidos Podemos (UP)                                     | 40 023  | 16,28 | 3,49 | 1      | en stagnation |
|                        | Ciudadanos (Cs)                                         | 28 685  | 11,67 | 0,21 | 0      | en stagnation |
|                        | Parti animaliste contre la maltraitance animale (PACMA) | 2 850   | 1,16  | 0,24 | 0      | en stagnation |
|                        | Recortes Cero-Grupo Verde (RC-GV)                       | 470     | 0,19  | 0,06 | 0      | en stagnation |
|                        | Union, progrès et démocratie (UPyD)                     | 464     | 0,19  | 0,20 | 0      | en stagnation |
|                        | Vox                                                     | 398     | 0,16  | 0,02 | 0      | en stagnation |
|                        | Parti communiste des peuples d'Espagne (PCPE)           | 344     | 0,14  | 0,02 | 0      | en stagnation |
|                        | Vote blanc                                              | 2 526   | 1,03  | 0,10 |        |               |
|                        |                                                         |         |       |      |        |               |
| Suffrages exprimés     | Suffrages exprimés                                      | 245 918 | 98,62 |      |        |               |
| Votes nuls             | Votes nuls                                              | 3 450   | 1,38  |      |        |               |
| Total                  | Total                                                   | 249 269 | 100   | -    | 5      | en stagnation |
| Abstention             | Abstention                                              | 146 848 | 37,07 |      |        |               |
| Inscrits/Participation | Inscrits/Participation                                  | 396 117 | 62,93 |      |        |               |

#### Jaén
| Parti                  | Parti                                                   | Voix    | %     | +/-  | Sièges | +/-           |
| ---------------------- | ------------------------------------------------------- | ------- | ----- | ---- | ------ | ------------- |
|                        | Parti socialiste ouvrier espagnol (PSOE)                | 138 612 | 37,39 | 0,94 | 2      | 1             |
|                        | Parti populaire (PP)                                    | 131 234 | 35,40 | 3,92 | 2      | en stagnation |
|                        | Unidos Podemos (UP)                                     | 53 239  | 14,36 | 2,52 | 1      | 1             |
|                        | Ciudadanos (Cs)                                         | 38 884  | 10,49 | 0,19 | 0      | en stagnation |
|                        | Parti animaliste contre la maltraitance animale (PACMA) | 3 238   | 0,87  | 0,21 | 0      | en stagnation |
|                        | Citoyens libres unis (CILUS)                            | 830     | 0,22  | 0,09 | 0      | en stagnation |
|                        | Vox                                                     | 638     | 0,17  | 0,01 | 0      | en stagnation |
|                        | Union, progrès et démocratie (UPyD)                     | 589     | 0,16  | 0,17 | 0      | en stagnation |
|                        | Parti communiste des peuples d'Espagne (PCPE)           | 498     | 0,13  | 0,01 | 0      | en stagnation |
|                        | Recortes Cero-Grupo Verde (RC-GV)                       | 455     | 0,12  | 0,02 | 0      | en stagnation |
|                        | Vote blanc                                              | 2 545   | 0,69  | 0,01 |        |               |
|                        |                                                         |         |       |      |        |               |
| Suffrages exprimés     | Suffrages exprimés                                      | 370 762 | 98,85 |      |        |               |
| Votes nuls             | Votes nuls                                              | 4 320   | 1,15  |      |        |               |
| Total                  | Total                                                   | 375 082 | 100   | -    | 5      | en stagnation |
| Abstention             | Abstention                                              | 157 129 | 29,52 |      |        |               |
| Inscrits/Participation | Inscrits/Participation                                  | 532 211 | 70,48 |      |        |               |

#### Málaga
| Parti                  | Parti                                                   | Voix      | %     | +/-           | Sièges | +/-           |
| ---------------------- | ------------------------------------------------------- | --------- | ----- | ------------- | ------ | ------------- |
|                        | Parti populaire (PP)                                    | 256 033   | 34,37 | 5,43          | 4      | en stagnation |
|                        | Parti socialiste ouvrier espagnol (PSOE)                | 201 444   | 27,04 | 0,14          | 3      | en stagnation |
|                        | Unidos Podemos (UP)                                     | 140 829   | 18,91 | 5,01          | 2      | en stagnation |
|                        | Ciudadanos (Cs)                                         | 121 294   | 16,28 | 0,79          | 2      | en stagnation |
|                        | Parti animaliste contre la maltraitance animale (PACMA) | 11 523    | 1,55  | 0,41          | 0      | en stagnation |
|                        | Union, progrès et démocratie (UPyD)                     | 1 832     | 0,25  | 0,33          | 0      | en stagnation |
|                        | Vox                                                     | 1 770     | 0,24  | 0,01          | 0      | en stagnation |
|                        | Recortes Cero-Grupo Verde (RC-GV)                       | 1 461     | 0,20  | 0,07          | 0      | en stagnation |
|                        | Nous sommes Andalous (AND)                              | 1 121     | 0,15  | Nv.           | 0      | en stagnation |
|                        | Parti communiste des peuples d'Espagne (PCPE)           | 983       | 0,13  | en stagnation | 0      | en stagnation |
|                        | Gauche anticapitaliste révolutionnaire (IZAR)           | 390       | 0,05  | Nv.           | 0      | en stagnation |
|                        | Vote blanc                                              | 6 178     | 0,83  | 0,09          |        |               |
|                        |                                                         |           |       |               |        |               |
| Suffrages exprimés     | Suffrages exprimés                                      | 744 858   | 99,04 |               |        |               |
| Votes nuls             | Votes nuls                                              | 7 228     | 0,96  |               |        |               |
| Total                  | Total                                                   | 752 086   | 100   | -             | 11     | en stagnation |
| Abstention             | Abstention                                              | 411 571   | 35,37 |               |        |               |
| Inscrits/Participation | Inscrits/Participation                                  | 1 163 657 | 64,63 |               |        |               |

#### Séville
| Parti                  | Parti                                                   | Voix      | %     | +/-           | Sièges | +/-           |
| ---------------------- | ------------------------------------------------------- | --------- | ----- | ------------- | ------ | ------------- |
|                        | Parti socialiste ouvrier espagnol (PSOE)                | 347 470   | 33,63 | 0,29          | 4      | 1             |
|                        | Parti populaire (PP)                                    | 299 884   | 29,03 | 3,85          | 4      | 1             |
|                        | Unidos Podemos (UP)                                     | 214 663   | 20,78 | 3,97          | 3      | 1             |
|                        | Ciudadanos (Cs)                                         | 138 086   | 13,37 | 0,34          | 1      | 1             |
|                        | Parti animaliste contre la maltraitance animale (PACMA) | 13 389    | 1,30  | 0,39          | 0      | en stagnation |
|                        | Union, progrès et démocratie (UPyD)                     | 2 712     | 0,26  | 0,33          | 0      | en stagnation |
|                        | Vox                                                     | 2 146     | 0,21  | 0,04          | 0      | en stagnation |
|                        | Recortes Cero-Grupo Verde (RC-GV)                       | 1 950     | 0,19  | 0,06          | 0      | en stagnation |
|                        | Parti communiste des peuples d'Espagne (PCPE)           | 1 306     | 0,13  | 0,05          | 0      | en stagnation |
|                        | Parti communiste ouvrier espagnol (PCOE)                | 1 069     | 0,10  | en stagnation | 0      | en stagnation |
|                        | Phalange espagnole (FE-JONS)                            | 855       | 0,08  | 0,01          | 0      | en stagnation |
|                        | Vote blanc                                              | 9 582     | 0,93  | 0,02          |        |               |
|                        |                                                         |           |       |               |        |               |
| Suffrages exprimés     | Suffrages exprimés                                      | 1 033 112 | 98,88 |               |        |               |
| Votes nuls             | Votes nuls                                              | 11 739    | 1,12  |               |        |               |
| Total                  | Total                                                   | 1 044 851 | 100   | -             | 12     | en stagnation |
| Abstention             | Abstention                                              | 486 955   | 31,79 |               |        |               |
| Inscrits/Participation | Inscrits/Participation                                  | 1 531 806 | 68,21 |               |        |               |